# 10053 Noeldetilly
A 10053 Noeldetilly (ideiglenes jelöléssel (10053) 1987 SR12) a Naprendszer kisbolygóövében található aszteroida. Henri Debehogne fedezte fel 1987. szeptember 16-án.

## Kapcsolódó szócikk
- Kisbolygók listája (10001–10500)